# Oude Olinger Zijlrecht
Het Oude Olinger Zijlrecht is een voormalig waterschap in de provincie Groningen.
Het waterschap is in 1949 ontstaan door een fusie van de waterschappen Dijkhuizen, de Garreweer-Wirdummerpolder, de Kromme Tocht en de Noorder Olingerpolder. Het schap lag ten zuidwesten van Appingedam. De noordgrens lag bij het Damsterdiep, de oostgrens bij de Groeve-Noord, de zuidgrens bij het Eemskanaal en de westgrens bij de Enzelenzermeedweg. 
Waterstaatkundig gezien ligt het gebied sinds 2000 binnen dat van het waterschap Noorderzijlvest.

## Naam
De naam komt kunstmatig over: het bijvoeglijk naamwoord "oude" suggereert dat het om een reeds lang bestaand waterschap gaat, terwijl "zijlrecht" een neologisme uit 1949 is, een porte-manteau van "zijlvest" en "dijkrecht".